# Grand Prix Formule 1 van Singapore 2022
De Grand Prix Formule 1 van Singapore 2022 werd verreden op 2 oktober op het Marina Bay Street Circuit in Singapore. Het was de zeventiende race van het seizoen.

## Vrije trainingen

### Uitslagen
- Enkel de top vijf wordt weergegeven.

| Vrije training 1 | Pos. | Nr. | Coureur          | Constructeur         | Tijd     |
| ---------------- | ---- | --- | ---------------- | -------------------- | -------- |
| Vrije training 1 | 1    | 44  | Lewis Hamilton   | Mercedes             | 1:43.033 |
| Vrije training 1 | 2    | 1   | Max Verstappen   | Red Bull Racing-RBPT | 1:43.117 |
| Vrije training 1 | 3    | 16  | Charles Leclerc  | Ferrari              | 1:43.435 |
| Vrije training 1 | 4    | 11  | Sergio Pérez     | Red Bull Racing-RBPT | 1:43.839 |
| Vrije training 1 | 5    | 63  | George Russell   | Mercedes             | 1:44.066 |
| Vrije training 2 | Pos. | Nr. | Coureur          | Constructeur         | Tijd     |
| Vrije training 2 | 1    | 55  | Carlos Sainz jr. | Ferrari              | 1:42.587 |
| Vrije training 2 | 2    | 16  | Charles Leclerc  | Ferrari              | 1:42.795 |
| Vrije training 2 | 3    | 63  | George Russell   | Mercedes             | 1:42.911 |
| Vrije training 2 | 4    | 1   | Max Verstappen   | Red Bull Racing-RBPT | 1:42.926 |
| Vrije training 2 | 5    | 44  | Lewis Hamilton   | Mercedes             | 1:43.182 |
| Vrije training 3 | Pos. | Nr. | Coureur          | Constructeur         | Tijd     |
| Vrije training 3 | 1    | 16  | Charles Leclerc  | Ferrari              | 1:57.782 |
| Vrije training 3 | 2    | 1   | Max Verstappen   | Red Bull Racing-RBPT | 1:58.308 |
| Vrije training 3 | 3    | 55  | Carlos Sainz jr. | Ferrari              | 1:58.848 |
| Vrije training 3 | 4    | 14  | Fernando Alonso  | Alpine-Renault       | 1:59.429 |
| Vrije training 3 | 5    | 11  | Sergio Pérez     | Red Bull Racing-RBPT | 1:59.526 |

## Kwalificatie
Charles Leclerc behaalde de achttiende pole position in zijn carrière.
| Pos.                                        | Nr. | Coureur          | Constructeur          | Kwalificatietijden | Kwalificatietijden | Kwalificatietijden | Grid  |
| Pos.                                        | Nr. | Coureur          | Constructeur          | Q1                 | Q2                 | Q3                 | Grid  |
| ------------------------------------------- | --- | ---------------- | --------------------- | ------------------ | ------------------ | ------------------ | ----- |
| 1                                           | 16  | Charles Leclerc  | Ferrari               | 1:54.129           | 1:52.343           | 1:49.412           | 1     |
| 2                                           | 11  | Sergio Pérez     | Red Bull Racing-RBPT  | 1:54.404           | 1:52.818           | 1:49.434           | 2     |
| 3                                           | 44  | Lewis Hamilton   | Mercedes              | 1:53.161           | 1:52.691           | 1:49.466           | 3     |
| 4                                           | 55  | Carlos Sainz jr. | Ferrari               | 1:54.559           | 1:53.219           | 1:49.583           | 4     |
| 5                                           | 14  | Fernando Alonso  | Alpine-Renault        | 1:55.360           | 1:53.127           | 1:49.966           | 5     |
| 6                                           | 4   | Lando Norris     | McLaren-Mercedes      | 1:55.914           | 1:53.942           | 1:50.584           | 6     |
| 7                                           | 10  | Pierre Gasly     | AlphaTauri-RBPT       | 1:55.606           | 1:53.546           | 1:51.211           | 7     |
| 8                                           | 1   | Max Verstappen   | Red Bull Racing-RBPT  | 1:53.057           | 1:52.723           | 1:51.395           | 8     |
| 9                                           | 20  | Kevin Magnussen  | Haas-Ferrari          | 1:55.103           | 1:54.006           | 1:51.573           | 9     |
| 10                                          | 22  | Yuki Tsunoda     | AlphaTauri-RBPT       | 1:55.314           | 1:53.848           | 1:51.983           | 10    |
| 11                                          | 63  | George Russell   | Mercedes              | 1:54.633           | 1:54.012           |                    | Pit * |
| 12                                          | 18  | Lance Stroll     | Aston Martin-Mercedes | 1:54.211           | 1:54.211           |                    | 11    |
| 13                                          | 47  | Mick Schumacher  | Haas-Ferrari          | 1:55.736           | 1:54.370           |                    | 12    |
| 14                                          | 5   | Sebastian Vettel | Aston Martin-Mercedes | 1:55.602           | 1:54.380           |                    | 13    |
| 15                                          | 24  | Zhou Guanyu      | Alfa Romeo-Ferrari    | 1:55.375           | 1:55.518           |                    | 14    |
| 16                                          | 77  | Valtteri Bottas  | Alfa Romeo-Ferrari    | 1:56.083           |                    |                    | 15    |
| 17                                          | 3   | Daniel Ricciardo | McLaren-Mercedes      | 1:56.226           |                    |                    | 16    |
| 18                                          | 31  | Esteban Ocon     | Alpine-Renault        | 1:56.337           |                    |                    | 17    |
| 19                                          | 23  | Alexander Albon  | Williams-Mercedes     | 1:56.985           |                    |                    | 18    |
| 20                                          | 6   | Nicholas Latifi  | Williams-Mercedes     | 1:57.532           |                    |                    | 19    |
| Q1 107% tijd: 2:00.971 (Bron: formula1.com) |     |                  |                       |                    |                    |                    |       |

* George Russell moest de Grand Prix vanaf de laatste plaats beginnen na het vervangen van de motor. Hij moest echter vanuit de pit vertrekken omdat er onder parc fermé condities aan de wagen was gewerkt.

## Wedstrijd
Door de weersomstandigheden (zware regenbuien) begon de wedstrijd niet om 20:00 uur maar om 21:05 uur lokale tijd. Door de weerssituatie, diverse safetycars, waaronder ook virtuele, werd de race op tijd beperkt (twee uur plus één ronde). Hierdoor werden slechts 59 van de 61 rondes gereden. Er werden wel volle punten toegekend omdat de wedstrijd voor meer dan 75% van de race-afstand werd voltooid.

Sergio Pérez behaalde de vierde Grand Prix-overwinning in zijn carrière. 
| Pos.               | Nr. | Coureur          | Constructeur          | Rondes | Tijd / Oorzaak Uitval | Grid | Punten |
| ------------------ | --- | ---------------- | --------------------- | ------ | --------------------- | ---- | ------ |
| 1                  | 11  | Sergio Pérez     | Red Bull Racing-RBPT  | 59     | 2:02:20.238 *         | 2    | 25     |
| 2                  | 16  | Charles Leclerc  | Ferrari               | 59     | +2.595                | 1    | 18     |
| 3                  | 55  | Carlos Sainz jr. | Ferrari               | 59     | +10.305               | 4    | 15     |
| 4                  | 4   | Lando Norris     | McLaren-Mercedes      | 59     | +21.133               | 6    | 12     |
| 5                  | 3   | Daniel Ricciardo | McLaren-Mercedes      | 59     | +53.282               | 16   | 10     |
| 6                  | 18  | Lance Stroll     | Aston Martin-Mercedes | 59     | +56.330               | 11   | 8      |
| 7                  | 1   | Max Verstappen   | Red Bull Racing-RBPT  | 59     | +58.825               | 7    | 6      |
| 8                  | 5   | Sebastian Vettel | Aston Martin-Mercedes | 59     | +1:00.032             | 13   | 4      |
| 9                  | 44  | Lewis Hamilton   | Mercedes              | 59     | +1:01.515             | 3    | 2      |
| 10                 | 10  | Pierre Gasly     | AlphaTauri-RBPT       | 59     | +1:09.576             | 7    | 1      |
| 11                 | 77  | Valtteri Bottas  | Alfa Romeo-Ferrari    | 59     | +1:28.844             | 15   |        |
| 12                 | 20  | Kevin Magnussen  | Haas-Ferrari          | 59     | +1:32.610             | 9    |        |
| 13                 | 47  | Mick Schumacher  | Haas-Ferrari          | 58     | +1 ronde              | 12   |        |
| 14                 | 63  | George Russell   | Mercedes              | 57     | +2 rondes             | Pit  | S      |
| DNF                | 22  | Yuki Tsunoda     | AlphaTauri-RBPT       | 34     | Ongeluk               | 10   |        |
| DNF                | 31  | Esteban Ocon     | Alpine-Renault        | 26     | Motor                 | 17   |        |
| DNF                | 23  | Alexander Albon  | Williams-Mercedes     | 25     | Botsing schade        | 18   |        |
| DNF                | 14  | Fernando Alonso  | Alpine-Renault        | 20     | Motor                 | 5    |        |
| DNF                | 6   | Nicholas Latifi  | Williams-Mercedes     | 7      | Botsing schade        | 19   |        |
| DNF                | 24  | Zhou Guanyu      | Alfa Romeo-Ferrari    | 6      | Botsing               | 14   |        |
| Bron: formula1.com |     |                  |                       |        |                       |      |        |

S  George Russell reed voor de tweede keer in zijn carrière een snelste ronde maar behaalde hiermee geen extra punt omdat hij niet bij de eerste tien eindigde.

* Sergio Pérez eindigde de race na 2:02:15.238 maar kreeg een straf van vijf seconden omdat hij meer dan tien wagenlengtes achter de safety car reed.

## Tussenstanden wereldkampioenschap
Betreft tussenstanden voor het wereldkampioenschap na afloop van de race.

### Coureurs
| Pos. | Nr. | Coureur          | Constructeur         | Punten |
| ---- | --- | ---------------- | -------------------- | ------ |
| 1    | 1   | Max Verstappen   | Red Bull Racing-RBPT | 341    |
| 2    | 16  | Charles Leclerc  | Ferrari              | 237    |
| 3    | 11  | Sergio Pérez     | Red Bull Racing-RBPT | 235    |
| 4    | 63  | George Russell   | Mercedes             | 203    |
| 5    | 55  | Carlos Sainz jr. | Ferrari              | 202    |
| 6    | 44  | Lewis Hamilton   | Mercedes             | 170    |
| 7    | 4   | Lando Norris     | McLaren-Mercedes     | 100    |
| 8    | 31  | Esteban Ocon     | Alpine-Renault       | 66     |
| 9    | 14  | Fernando Alonso  | Alpine-Renault       | 59     |
| 10   | 77  | Valtteri Bottas  | Alfa Romeo-Ferrari   | 46     |

### Constructeurs
| Pos. | Constructeur          | Punten |
| ---- | --------------------- | ------ |
| 1    | Red Bull Racing-RBPT  | 576    |
| 2    | Ferrari               | 439    |
| 3    | Mercedes              | 373    |
| 4    | McLaren-Mercedes      | 129    |
| 5    | Alpine-Renault        | 125    |
| 6    | Alfa Romeo-Ferrari    | 52     |
| 7    | Aston Martin-Mercedes | 37     |
| 8    | Haas-Ferrari          | 34     |
| 9    | AlphaTauri-RBPT       | 34     |
| 10   | Williams-Mercedes     | 6      |